# Illa de Lobos
Lobos és una illa d'origen volcànic del municipi de La Oliva, a la província de las Palmas (comunitat autònoma de Canàries). És un parc natural (des de 1982) d'una àrea de 467,9 hectàrees, amb 13,7 quilòmetres de perímetre.
A l'illa hi era abundant antigament la foca monjo del Mediterrani; avui no en queda cap. Actualment hi coexisteixen unes 130 espècies vegetals i animals. Des de l'any 2009 és, juntament amb Fuerteventura, reserva de la biosfera.

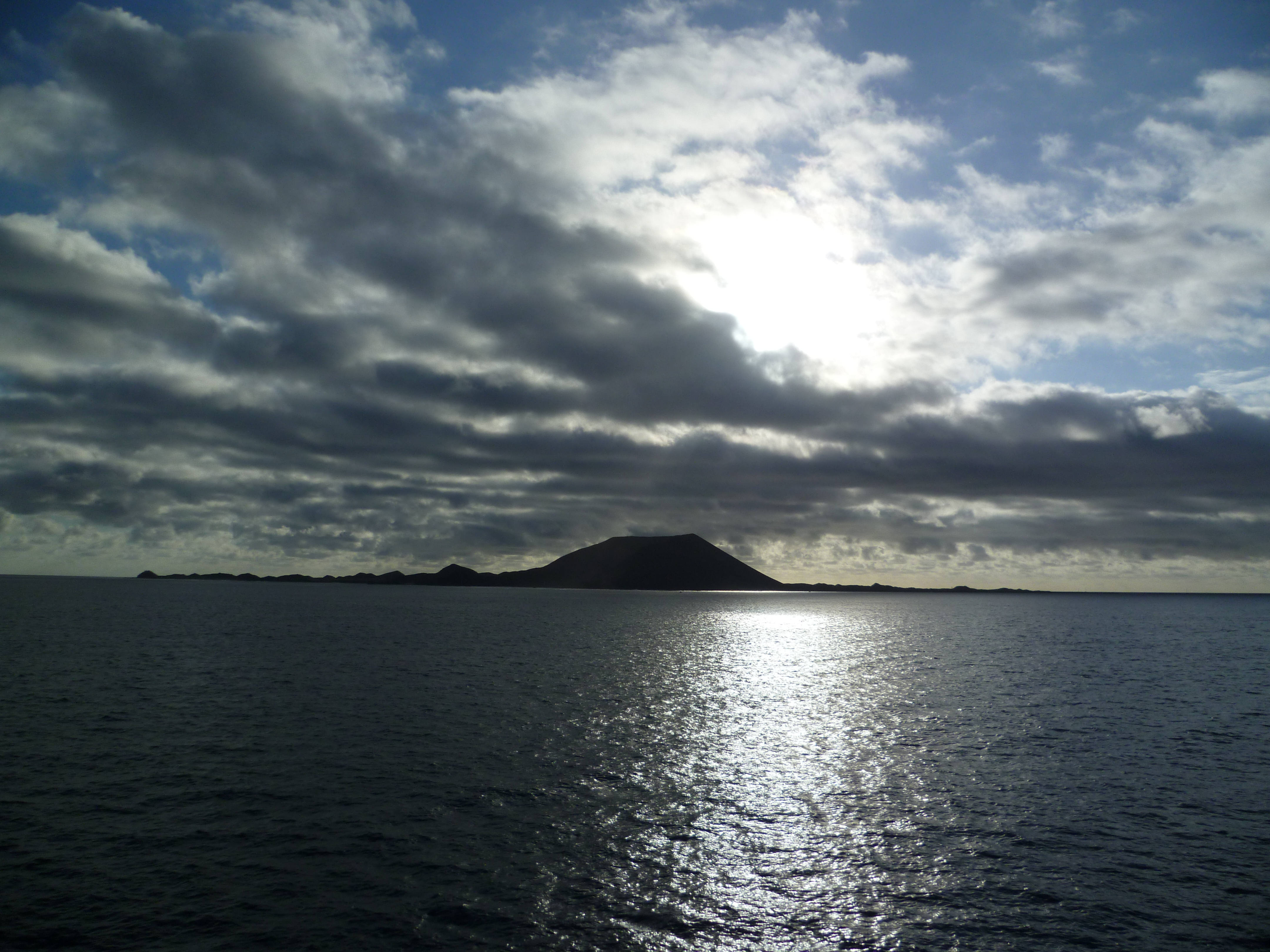
Illa de Lobos

Poc més de 2 quilòmetres d'amplada té el braç de mar que separa l'illa del port de Corralejo, a Fuerteventura. La profunditat màxima d'aquest braç és de 13 metres. L'illot té tot just 6 quilòmetres quadrats d'extensió. La cota més alta de l'illa és la muntanya de la Caldera, el volcà que la va formar fa uns 8.000 anys, amb 127 metres. El fons del cràter és ara una platja coneguda com a la Caldera. Als voltants de la platja hi ha un antic forn de calç i les restes d'unes salines. Prop d'aquesta zona, podem veure un jaciment arqueològic que demostraria la presència de romans a Canàries en l'edat antiga, datat entre el segle i aC i el segle i, i correspon a un taller d'explotació de porpra d'època altoimperial. S'hi han trobat fins a 70.000 exemplars de mol·luscs marins processats per obtenir tint porpra. Durant segles va ser lloc de caça, refugi de pirates, posta estacional de pescadors i factoria de tints naturals. Fins a l'any 1968 només va ser habitada per un faroner, Antonio Hernández Páez, i la seva família. El petit port és una aglomeració de barraques utilitzades pels pescadors de Corralejo.